# Philodryas olfersii
Espèce
Synonymes
- Coluber olfersii Lichtenstein, 1823
- Coluber pileatus Wied, 1824
- Coluber herbeus Wied, 1824
- Philodryas latirostris Cope, 1862
- Philodryas argentinus Müller, 1924
- Philodryas carbonelli Roze, 1957

Philodryas olfersii  est une espèce de serpents de la famille des Dipsadidae.

## Répartition
Cette espèce se rencontre en Amérique du Sud, à l'exception du Sud de l'Argentine, du Chili, de l'Équateur, du Suriname et du Guyana.

## Description

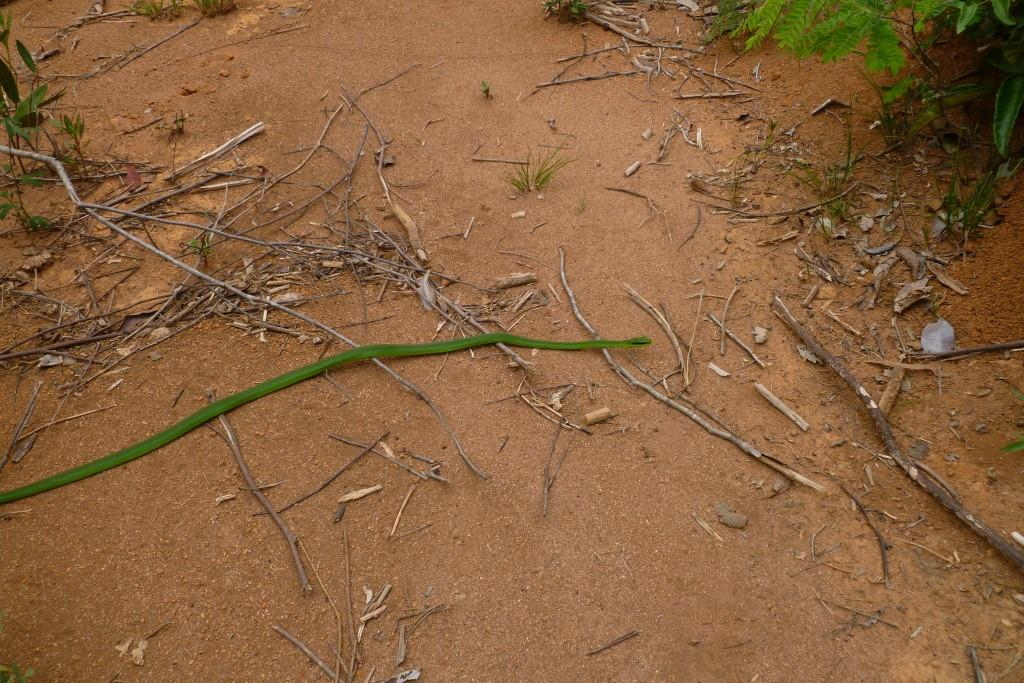
Philodryas olfersii

C'est un serpent venimeux.

## Liste des sous-espèces
Selon The Reptile Database (10 août 2013) :
- Philodryas olfersii herbeus (Wied, 1825)
- Philodryas olfersii latirostris Cope, 1862
- Philodryas olfersii olfersii (Lichtenstein, 1823)

## Publications originales
- Cope, 1862 : Synopsis of the Species of Holeosus and Ameiva, with Diagnoses of new West Indian and South American Colubridae. Proceedings of the Academy of Natural Sciences of Philadelphia, vol. 14, p. 60-81 (texte intégral).
- Lichtenstein, 1823 : Verzeichniss der Doubletten des Zoologischen Museums der Königlichen Friedrich-Wilhelm-Universität zu Berlin nebst Beschreibung vieler bisher unbekannter Arten von Säugethieren, Vögeln, Amphibien und Fischen. Königlich Preussische Akademie der Wissenschaften, Berlin, p. 1-118 (texte intégral).
- Wied-Neuwied, 1825 "1824" : Abbildungen zur Naturgeschichte von Brasilien, (texte intégral).